# Autópálya M31
L'autópálya M31 (in italiano "autostrada M31") è un'autostrada ungherese che congiunge l'Autóút M0 all'altezza di Budapest all'Autópálya M3 all'altezza di Gödöllő. L'autostrada è lunga 12 km.

## Percorso
| NAGYTARCSA (M0) - GÖDÖLLŐ (M3) | |    |                |
| Tipo                           | Indicazione | km | Strada europea |
|                                | Raccordo anulare di Budapest Budapest-Liszt Ferenc Szolnok, Szeged, Pécs, Székesfehérvár, Győr Rákosliget, Nagytarcsa, Vác, Hont, Szentendre | 0  |                |
|                                | Area di servizio "Kerepesi" | 4  |                |
|                                | Gödöllő-nyugat / Kerepes | 8  |                |
|                                | Autostrada M3 Nyíregyháza Budapest / Gödöllő, Szada                                                                                          | 12 |                |